# مؤمل بن إسماعيل
أبو عبد الرحمن مؤمل بن إسماعيل العدوي البصري، ( - رمضان 206 هـ / 822م)، محدث صدوق سيئ الحفظ، عاش بالبصرة وجاور مكة، كان شديدًا في السنة، لكنة كثير الخطأ في الحفظ. توفي بمكة في شهر رمضان سنة ست ومائتين.

## روايته للحديث النبوي
- روى عن: عكرمة بن عمار، وشعبة بن الحجاج، وسفيان الثوري، ونافع بن عمر الجمحي، وحماد بن سلمة.[1]
- روى عنه: أحمد بن حنبل، وإسحاق بن راهويه، وبندار، ومحمود بن غيلان، ومؤمل بن إهاب، ومحمد بن سهل بن المهاجر،[1] وأبو كريب، وأبو الجوزاء أحمد بن عثمان النوفلي، وعلي بن سهل الرملي، وأحمد بن نصر الفراء.[2]
- الجرح والتعديل: قال البخاري: منكر الحديث، وقال أبو حاتم الرازي: صدوق، شديد في السنة، كثير الخطأ، ووثقه يحيى بن معين. أما أبو داود فأثنى عليه وعظمه ورفع من شأنه، ثم قال: إلا أنه يهم في الشيء.[1] وقال ابن حجر العسقلاني: صدوق سيئ الحفظ.[3]